# Азизов, Анвар
Газизов Анвар (род. 1981, Москва, РФ) — Воспитанник Федерации Таеквондо РФ Чемпион Всемирных Юношеских Игр 1998 года в Москве, Чемпион Мира 2001, 2003 гг., обладатель чёрного пояса 4-дан, 
Титул Чемпиона Мира завоевал на 12-Чемпионате Мира по Таеквондо в программе «Командное силовое разбивание», проходившего с 3 по 8 июля 2001 года в Римини, Италия.
Свою вторую золотую медаль и титул двукратного Чемпиона Мира получил на 13-м Чемпионате Мира по Таеквондо по программе «Командная спецтехника», проходившего с 11 по 15 июня в Салониках (Греция), стран участниц: 75.